# 미스터 마마
《미스터 마마》(영어: Mr. Mom)는 미국에서 제작된 스탠 드래고티 감독의 1983년 코미디 영화이다. 마이클 키턴 등이 출연하였고, 린 로링 등이 제작에 참여하였다.

## 줄거리
1980년대 초반 경기 후퇴 여파로 강제 휴가를 받게 된 디트로이트 엔지니어가 남성 주부가 되어 세 아이 육아를 도맡고 대신 아내가 재취업에 들어가 광고사에서 승승장구하자 부부가 갈등을 겪다가 다시 봉합하는 과정을 그렸다.

## 출연
- 마이클 키턴 - 잭 버틀러 역
- 테리 가 - 캐럴라인 버틀러 역
- 프레더릭 콜러 - 앨릭스 버틀러 역
- 마틴 멀 - 론 리처드슨 역
- 앤 질리언 - 조앤 역
- 제프리 탬버 - "징크스" 레이섬 역
- 크리스토퍼 로이드 - 래리 역
- 마이클 엔사인
- 이디 매클러그

## 기타 제작진
- 공동 제작: 해리 콜럼비
- 미술: 앨프리드 스위니